# Eurovision Song Contest 2009
Der 54. Eurovision Song Contest fand am 12., 14. und 16. Mai 2009 in Moskau statt. Sieger wurde mit einem damaligen Punkterekord von 387 Punkten der norwegische Beitrag Fairytale von Alexander Rybak.
Austragungsland war erstmals Russland, nachdem der russische Beitrag Believe von Dima Bilan beim 53. Eurovision Song Contest in Belgrad gewonnen hatte.
Obwohl seit 2002 Tradition, verzichtete Moskau darauf, den Wettbewerb unter ein Motto zu stellen. Schon im nächsten Jahr wurde dieser Brauch fortgeführt. Die beiden Halbfinalrunden wurden von dem Moderationspaar Natalja Wodjanowa (Topmodel) und Andrei Malachow (Fernsehmoderator) moderiert. Das Finale wurde von Schauspieler und Moderator Ivan Urgant und der Sängerin und ESC-Teilnehmerin im Jahr 2000 Alsou präsentiert. Damit wurde zum ersten Mal in der Geschichte des ESC in den Halbfinalen ein anderes Moderatorenpaar eingesetzt als in der Endrunde.

## Austragungsort
Die Olimpijski-Arena in Moskau war der Austragungsort des Eurovision Song Contest 2009. Die Halle fasste für Sport- und Fernsehveranstaltungen 10.000 bis 16.000 Zuschauer und wurde für die Olympischen Sommerspiele 1980 in Moskau gebaut und 2020 abgerissen.

## Format

### Neue Abstimmungsregel
In diesem Jahr kamen zum ersten Mal seit 1996 flächendeckend Jurys zum Einsatz. Das Ländervoting setzte sich zu gleichen Teilen aus Zuschauer- und Jurywertung zusammen. Im Halbfinale zählte das Televoting für die ersten neun Plätze. Der 10. Startplatz wurde mittels Wildcard der Jury an das Land vergeben, das die meisten Stimmen der Jury erhalten hat und nicht unter den ersten neun Plätzen im Televoting platziert war.
Jede Jury bestand aus fünf Mitgliedern, die einen beruflichen Bezug zur Musik haben sollten. Sie durften in keiner Form an Wettbewerbstiteln beteiligt sein. Jedes Mitglied erstellte seine persönliche Rangliste nach dem seit 1975 geltenden Muster. Diese Punkte wurden zusammengezählt und so nach demselben System die Jurypunkte ermittelt. Diese Punkte wurden mit denen des Televotings zusammengerechnet.

### Postcards
Die Postkarten werden als kurzes Video vor jedem Auftritt gezeigt. Zu Beginn ist das Modell Xenija Wladimirowna Suchinowa, die 2008 die Wahl zur Miss World gewann, vor einem weißen Hintergrund zu sehen. Die Szene verändert sich zu vereinfachten Darstellungen von Landschaften, Gebäuden und Situationen, die für das anschließend auftretende Land typisch sind. Ausgewählte Darstellungen werden im Anschluss in Form von Pop-Up-Büchern als Krone auf Xenija Suchinowas Kopf gezeigt. Xenija Suchinowa trägt jetzt unterschiedliche Frisuren und verschiedenes Make Up und trägt ein T-Shirt mit den Farben der jeweiligen Nationalflagge.
Am Ende des Videos wird den Zuschauern eine russische Vokabel auf Englisch übersetzt.

## Teilnehmer

### Länder

Länder, die im Jahr 2009
nicht teilnahmen, aber mal teilgenommen hatten
teilnahmen
im Halbfinale ausschieden

Die Aufteilung in die Halbfinale:
Teilnehmer des 1. Halbfinals
Teilnehmer des 2. Halbfinals
Stimmberechtigte Länder im 1. Halbfinale
Stimmberechtigte Länder im 2. Halbfinale

Anmeldeschluss der Rundfunkanstalten bei der Europäischen Rundfunkunion war der 4. Januar 2009. Die Europäische Rundfunkunion gab allerdings erst am 12. Januar die komplette Teilnehmerliste heraus. Es hätten 43 Länder teilgenommen, was der Teilnehmerzahl des Vorjahres entsprochen hätte. Am 11. März 2009 zog Georgien die Teilnahme jedoch zurück, da Georgien den Liedtext von We don’t wanna put in nicht ändern wollte. Somit waren es 42 Länder, (dadurch ein Land weniger als im Vorjahr) in der Teilnehmerliste, nachdem mehrere Länder ihre verfrühte Absage zurückgezogen hatten. San Marino nahm nicht teil. Als Erklärung nannte San Marino finanzielle Gründe. Die Slowakei war nach elfjähriger Abstinenz wieder dabei.

### Wiederkehrende Interpreten
| Land         | Interpret                      | Vorherige(s) Teilnahmejahr(e)                                      |
| ------------ | ------------------------------ | ------------------------------------------------------------------ |
| Belarus      | Pjotr Jalfimau                 | Begleitung: 2004                                                   |
| Griechenland | Sakis Rouvas                   | 2004                                                               |
| Griechenland | Alexandros Panayi (Begleitung) | 1995 für Zypern • 2000 für Zypern (als Mitglied von Voice)         |
| Griechenland | Alexandros Panayi (Begleitung) | Begleitung: 2005 •• 1989 und 1991 für Zypern                       |
| Island       | Friðrik Ómar (Begleitung)      | 2008 (als Mitglied von Eurobandið)                                 |
| Malta        | Chiara                         | 1998 • 2005                                                        |
| Niederlande  | Ingrid Simons (Begleitung)     | 2002 für Belgien (zusammen mit Sergio als Mitglied von The Ladies) |
| Niederlande  | Ingrid Simons (Begleitung)     | Begleitung: 1996                                                   |
| Slowenien    | Martina Majerle                | Begleitung: 2007 •• 2003 für Kroatien • 2008 für Montenegro        |

## Halbfinale

### Auslosung
| Topf 1                                                                                          | Topf 2                                                         | Topf 3                                                                      | Topf 4                                                               | Topf 5                                                        | Topf 6                                                     |
| ----------------------------------------------------------------------------------------------- | -------------------------------------------------------------- | --------------------------------------------------------------------------- | -------------------------------------------------------------------- | ------------------------------------------------------------- | ---------------------------------------------------------- |
| - Albanien - Bosnien und Herzegowina - Kroatien - Mazedonien - Montenegro - Slowenien - Serbien | - Dänemark - Estland - Finnland - Island - Norwegen - Schweden | - Armenien - Aserbaidschan - Belarus - Georgien - Israel - Moldau - Ukraine | - Belgien - Bulgarien - Griechenland - Niederlande - Türkei - Zypern | - Andorra - Irland - Lettland - Litauen - Portugal - Rumänien | - Malta - Polen - Schweiz - Slowakei - Tschechien - Ungarn |

### Erstes Halbfinale
Das erste Halbfinale fand am 12. Mai 2009 statt.  Deutschland und das  Vereinigte Königreich waren neben den teilnehmenden Ländern dieses Halbfinales abstimmberechtigt.
Die genauen Platzierungen der einzelnen Länder in den Halbfinalen wurden erst nach dem Finale bekannt gegeben, um eine Beeinflussung zu vermeiden.
| Platz | Startnr. | Land                    | Interpret                                | Lied Musik (M) und Text (T) | Sprache                       | Übersetzung (Inoffiziell)                     | Punkte |
| ----- | -------- | ----------------------- | ---------------------------------------- | --- | ----------------------------- | --------------------------------------------- | ------ |
| 01.   | 12       | Island                  | Yohanna                                  | Is It True? M/T: Óskar Páll Sveinsson, Chris Neil, Tinatin Japaridze | Englisch                      | Ist es wahr?                                  | 174    |
| 02.   | 09       | Türkei                  | Hadise                                   | Düm tek tek M: Sinan Akçıl; T: Sinan Akçıl, Hadise Açıkgöz, Stefaan Fernande | Englisch                      | –                                             | 172    |
| 03.   | 18       | Bosnien und Herzegowina | Regina                                   | Bistra voda M/T: Aleksandar Čović | Bosnisch                      | Klares Wasser                                 | 125    |
| 04.   | 05       | Schweden                | Malena Ernman                            | La voix M: Fredrik Kempe; T: Fredrik Kempe, Malena Ernman | Englisch, Französisch         | Die Stimme                                    | 105    |
| 05.   | 06       | Armenien                | Inga & Anusch Ինգա և Անուշ               | Jan Jan Ջան ջան M: Mane Hakobyan; T: Vardan Zadoyan, Avet Barseghyan | Englisch, Armenisch           | Mein Liebster                                 | 099    |
| 06.   | 17       | Malta                   | Chiara                                   | What if We M: Marc Paelinck; T: Gregory Bilsen | Englisch                      | Was, wenn wir                                 | 086    |
| 07.   | 10       | Israel                  | Noa & Mira Awad אחינועם ניני ומירה עוואד | There Must Be Another Way (Einach) (There Must Be Another Way (עינייך)) M/T: Noa, Mira Awad, Gil Dor | Hebräisch, Arabisch, Englisch | Es muss einen anderen Weg geben (Deine Augen) | 075    |
| 08.   | 16       | Portugal                | Flor-de-Lis                              | Todas as ruas do amor M: Pedro Marques, Paulo Pereira; T: Pedro Marques | Portugiesisch                 | All die Straßen der Liebe                     | 070    |
| 09.   | 14       | Rumänien                | Elena                                    | The Balkan Girls M: Laurenţiu Duţă, Ovidiu Bistriceanu, Daris Mangal; T: Laurenţiu Duţă, Alexandru Pelin | Englisch                      | Die Balkan-Mädchen                            | 067    |
| 10.   | 13       | Mazedonien              | Next Time                                | Nešto što kje ostane Нешто што ќе остане M: Jovan Jovanov, Damjan Lazarov; T: Elvir Mekic | Mazedonisch                   | Etwas, das bleibt                             | 045    |
| 11.   | 01       | Montenegro              | Andrea Demirović Андреа Демировић        | Just Get out of My Life M: Peter Match; T: Gunter Johansen & Jose Juan Santana odriguez | Englisch                      | Verschwinde einfach aus meinem Leben          | 044    |
| 12.   | 15       | Finnland                | Waldo’s People                           | Lose Control M: A. Lehtonen, Karima; T: Waldo, A. Lehtonen, Karima, A. Kratz Gutå | Englisch                      | Die Kontrolle verlieren                       | 042    |
| 13.   | 04       | Belarus                 | Pjotr Jalfimau Пётр Ялфімаў              | Eyes That Never Lie M: Pjotr Jalfimau; T: Valery Prokhozhy | Englisch                      | Augen, die nie lügen                          | 025    |
| 14.   | 08       | Schweiz                 | Lovebugs                                 | The Highest Heights M: Sieber, Senn, Rechberger, Lovebugs; T: Sieber | Englisch                      | Die höchsten Höhen                            | 015    |
| 15.   | 07       | Andorra                 | Susanne Georgi                           | La Teva Decisió (Get A Life) M: Susanne Georgi, Rune Braager, Lene Dissing, Pernille Georgi, Marcus Winter-John; T: Susanne Georgi, Rune Braager, Lene Dissing, Pernille Georgi, Marcus Winter-John, Josep Roca | Katalanisch, Englisch         | Ihre Entscheidung (Holen Sie sich ein Leben)  | 008    |
| 16.   | 11       | Bulgarien               | Krassimir Awramow Красимир Аврамов       | Illusion M: Krassimir Awramow, William Tabanau; T: Krassimir Awramow, William Tabanau, Casie Tabanau | Englisch                      | Täuschung                                     | 007    |
| 17.   | 03       | Belgien                 | Copycat                                  | Copycat M: Benjamin Schoos; T: Jacques Duvall | Englisch                      | Nachahmer                                     | 001    |
| 18.   | 02       | Tschechien              | Gipsy.cz                                 | Aven Romale M/T: Radoslav „Gipsy“ Banga | Englisch, Romani              | Komm, Zigeuner                                | 000    |

### Punktetafel erstes Halbfinale
| Abstimmungsergebnisse | Abstimmungsergebnisse   | Abstimmungsergebnisse | Abstimmungsergebnisse | Abstimmungsergebnisse | Abstimmungsergebnisse | Abstimmungsergebnisse | Abstimmungsergebnisse | Abstimmungsergebnisse | Abstimmungsergebnisse | Abstimmungsergebnisse | Abstimmungsergebnisse | Abstimmungsergebnisse | Abstimmungsergebnisse | Abstimmungsergebnisse | Abstimmungsergebnisse | Abstimmungsergebnisse | Abstimmungsergebnisse | Abstimmungsergebnisse | Abstimmungsergebnisse | Abstimmungsergebnisse | Abstimmungsergebnisse | Abstimmungsergebnisse | Abstimmungsergebnisse | Abstimmungsergebnisse |
| Startnr.              | Land                    | Platz                 | Punkte                | AD                    | AM                    | BA                    | BE                    | BG                    | BY                    | CH                    | CZ                    | DE                    | FI                    | UK                    | IL                    | IS                    | MK                    | ME                    | MT                    | PT                    | RO                    | SE                    | TR                    | Votings               |
| --------------------- | ----------------------- | --------------------- | --------------------- | --------------------- | --------------------- | --------------------- | --------------------- | --------------------- | --------------------- | --------------------- | --------------------- | --------------------- | --------------------- | --------------------- | --------------------- | --------------------- | --------------------- | --------------------- | --------------------- | --------------------- | --------------------- | --------------------- | --------------------- | --------------------- |
| 01                    | Montenegro              | 11.                   | 044                   | 1                     | 5                     | 10                    | –                     | –                     | 3                     | 2                     | –                     | 2                     | –                     | –                     | 1                     | –                     | 8                     |                       | 6                     | 1                     | –                     | –                     | 5                     | 11                    |
| 02                    | Tschechien              | 18.                   | 000                   | –                     | –                     | –                     | –                     | –                     | –                     | –                     |                       | –                     | –                     | –                     | –                     | –                     | –                     | –                     | –                     | –                     | –                     | –                     | –                     | 0                     |
| 03                    | Belgien                 | 17.                   | 001                   | –                     | 1                     | –                     |                       | –                     | –                     | –                     | –                     | –                     | –                     | –                     | –                     | –                     | –                     | –                     | –                     | –                     | –                     | –                     | –                     | 01                    |
| 04                    | Belarus                 | 13.                   | 025                   | –                     | 4                     | –                     | –                     | 1                     |                       | –                     | 1                     | –                     | 4                     | –                     | 4                     | 1                     | 6                     | 2                     | 1                     | –                     | –                     | 1                     | –                     | 10                    |
| 05                    | Schweden                | 04.                   | 105                   | 7                     | 8                     | 4                     | 4                     | –                     | 7                     | 4                     | 6                     | 4                     | 10                    | 7                     | 7                     | 10                    | 3                     | –                     | 8                     | 8                     | 4                     |                       | 4                     | 17                    |
| 06                    | Armenien                | 05.                   | 099                   | –                     |                       | 1                     | 10                    | 8                     | 10                    | 1                     | 12                    | 10                    | 1                     | 5                     | 10                    | 2                     | 2                     | 4                     | –                     | –                     | 8                     | 5                     | 10                    | 16                    |
| 07                    | Andorra                 | 14.                   | 008                   |                       | –                     | –                     | –                     | –                     | –                     | –                     | –                     | –                     | –                     | –                     | –                     | –                     | –                     | –                     | 3                     | 4                     | –                     | –                     | 1                     | 03                    |
| 08                    | Schweiz                 | 14.                   | 015                   | 2                     | –                     | 2                     | –                     | –                     | 2                     |                       | –                     | –                     | 5                     | –                     | –                     | –                     | –                     | –                     |                       | 2                     | –                     | 2                     | –                     | 06                    |
| 09                    | Türkei                  | 02.                   | 172                   | 5                     | 10                    | 12                    | 12                    | 12                    | 6                     | 12                    | 5                     | 12                    | 7                     | 12                    | 6                     | 7                     | 12                    | 8                     | 10                    | 5                     | 12                    | 7                     |                       | 19                    |
| 10                    | Israel                  | 07.                   | 075                   | 8                     | 7                     | –                     | 3                     | 4                     | 4                     | 5                     | 4                     | 5                     | 6                     | 1                     |                       | 6                     | 1                     | 5                     | 4                     | –                     | 3                     | 6                     | 3                     | 17                    |
| 11                    | Bulgarien               | 16.                   | 007                   | –                     | –                     | –                     | –                     |                       | –                     | –                     | –                     | –                     | –                     | –                     | –                     | –                     | 5                     | –                     | –                     | –                     | –                     | –                     | 2                     | 02                    |
| 12                    | Island                  | 01.                   | 174                   | 10                    | 12                    | 7                     | 7                     | 6                     | 12                    | 7                     | 10                    | 6                     | 12                    | 8                     | 12                    |                       | 4                     | 7                     | 12                    | 12                    | 10                    | 12                    | 8                     | 19                    |
| 13                    | Nordmazedonien          | 10.                   | 045                   | –                     | –                     | 8                     | –                     | 10                    | –                     | 6                     | 3                     | –                     | –                     | –                     | –                     | –                     |                       | 10                    | –                     | –                     | 2                     | –                     | 6                     | 07                    |
| 14                    | Rumänien                | 09.                   | 067                   | 4                     | 2                     | 6                     | 2                     | 5                     | 1                     | –                     | –                     | 1                     | –                     | 2                     | 8                     | 4                     | 7                     | 6                     | 2                     | 10                    |                       | –                     | 7                     | 15                    |
| 15                    | Finnland                | 12.                   | 042                   | 3                     | –                     | –                     | 1                     | –                     | –                     | –                     | –                     | –                     |                       | 4                     | –                     | 12                    | –                     | 3                     | 5                     | 3                     | 1                     | 10                    | –                     | 09                    |
| 16                    | Portugal                | 08.                   | 070                   | 12                    | –                     | 3                     | 6                     | 2                     | –                     | 10                    | 2                     | 7                     | 2                     | 6                     | 2                     | 8                     | –                     | –                     | –                     |                       | 7                     | 3                     | –                     | 13                    |
| 17                    | Malta                   | 06.                   | 086                   | 6                     | 3                     | 5                     | 8                     | 3                     | 8                     | 3                     | 7                     | 3                     | 3                     | 10                    | 5                     | 5                     | –                     | 1                     |                       | 6                     | 6                     | 4                     | –                     | 17                    |
| 18                    | Bosnien und Herzegowina | 03.                   | 125                   | –                     | 6                     |                       | 5                     | 7                     | 5                     | 8                     | 8                     | 8                     | 8                     | 3                     | 3                     | 3                     | 10                    | 12                    | 7                     | 7                     | 5                     | 8                     | 12                    | 18                    |

- Die wenigsten Gesamt-Votings:  Tschechien – 0
- Die wenigsten Gesamt-Punkte:  Tschechien – 0
- Die meisten Gesamt-Votings:  Island,  Türkei – 19
- Die meisten Gesamt-Punkte:  Island – 174

### Statistik der Zwölf-Punkte-Vergabe (Erstes Halbfinale)
| Anzahl | Land                    | erhalten von |
| ------ | ----------------------- | --- |
| 8      | Türkei                  | Belgien, Bosnien und Herzegowina, Bulgarien, Deutschland, Mazedonien, Rumänien, Schweiz, Vereinigtes Königreich |
| 7      | Island                  | Armenien, Belarus, Finnland, Israel, Malta, Portugal, Schweden                                                  |
| 2      | Bosnien und Herzegowina | Montenegro, Türkei                                                                                              |
| 1      | Armenien                | Tschechische Republik                                                                                           |
| 1      | Finnland                | Island |
| 1      | Portugal                | Andorra |

### Zweites Halbfinale
Das zweite Halbfinale fand am 14. Mai 2009 statt.  Frankreich und  Spanien waren neben den teilnehmenden Ländern dieses Halbfinales abstimmberechtigt.
Die genauen Platzierungen der einzelnen Länder in den Halbfinalen wurden erst nach dem Finale bekannt gegeben, um eine Beeinflussung zu vermeiden.
| Platz | Startnr. | Land          | Interpret                            | Lied Musik (M) und Text (T) | Sprache             | Übersetzung (Inoffiziell)                      | Punkte |
| ----- | -------- | ------------- | ------------------------------------ | --- | ------------------- | ---------------------------------------------- | ------ |
| 01.   | 06       | Norwegen      | Alexander Rybak                      | Fairytale M/T: Alexander Rybak | Englisch            | Märchen                                        | 201    |
| 02.   | 12       | Aserbaidschan | AySel & Arash Aysel & Arəş           | Always M: Arash Labaf, Robert Uhlmann, Johan Bejerholm, Marcus Englof, Alex Papaconstantinou; T: Arash Labaf, Robert Uhlmann, Elin Wrethov, Anderz Wrethov | Englisch            | Für immer                                      | 180    |
| 03.   | 18       | Estland       | Urban Symphony                       | Rändajad M/T: Sven Lõhmus | Estnisch            | Reisende                                       | 115    |
| 04.   | 13       | Griechenland  | Sakis Rouvas Σάκης Ρουβάς            | This Is Our Night M: Dimitris Kontopoulos; T: Graig Porteils, Cameron Giles-Webb                                                                           | Englisch            | Das ist unsere Nacht                           | 110    |
| 05.   | 15       | Moldau        | Nelly Ciobanu                        | Hora din Moldova M: Veaceslav Daniliuc; T: Nelly Ciobanu                                                                                                   | Rumänisch, Englisch | Tanz aus Moldau                                | 106    |
| 06.   | 17       | Ukraine       | Switlana Loboda Світлана Лобода      | Be My Valentine! (Anti-Crisis Girl) M: Switlana Loboda; T: Yevgeny Matyushenko                                                                             | Englisch            | Sei mein am Valentinstag (Anti-Krisen-Mädchen) | 080    |
| 07.   | 16       | Albanien      | Kejsi Tola                           | Carry Me in Your Dreams M: Edmond Zhulali; T: Agim Doçi | Englisch            | Trage mich in deinen Träumen                   | 073    |
| 08.   | 09       | Dänemark      | Brinck                               | Believe Again M/T: Lars Halvor Jensen, Martin Michael Larsson, Ronan Keating                                                                               | Englisch            | Wieder glauben                                 | 069    |
| 09.   | 14       | Litauen       | Sasha Son                            | Love M/T: Sasha Son | Englisch, Russisch  | Liebe                                          | 066    |
| 10.   | 04       | Serbien       | Marko Kon & Milaan Марко Кон и Милан | Cipela Ципела M: Marko Kon, Aleksandar Kobac, Milan Nikolic; T: Marko Kon, Aleksandar Kobac                                                                | Serbisch            | Der Schuh                                      | 060    |
| 11.   | 02       | Irland        | Sinéad Mulvey & Black Daisy          | Et Cetera M/T: Niall Mooney, Jonas Gladnikoff, Daniele Moretti & Christina Schilling                                                                       | Englisch            | Und so weiter                                  | 052    |
| 12.   | 05       | Polen         | Lidia Kopania                        | I Don’t Wanna Leave M/T: Alex Geringas, Bernd Klimpel, Rike Boomgaarden, Dee Adam                                                                          | Englisch            | Ich will nicht gehen                           | 043    |
| 13.   | 01       | Kroatien      | Igor Cukrov feat. Andrea             | Lijepa tena M: Tonči Huljić; T: Vjekoslava Huljić | Kroatisch           | Schöne Tena                                    | 033    |
| 14.   | 07       | Zypern        | Christina Metaxa Χριστίνα Μεταξά     | Firefly M/T: Nikolas Metaxas | Englisch            | Glühwürmchen                                   | 032    |
| 15.   | 11       | Ungarn        | Zoli Ádok                            | Dance with Me M: Szabó Zé; T: Jnoffin Kasai | Englisch            | Tanz mit mir                                   | 016    |
| 16.   | 10       | Slowenien     | Quartissimo feat. Martina            | Love Symphony M: Andrej Babić, Aleksandar Valenčić; T: Andrej Babić                                                                                        | Englisch            | Liebessymphonie                                | 014    |
| 17.   | 19       | Niederlande   | The Toppers                          | Shine M/T: Gordon Heuckeroth | Englisch            | Strahlen                                       | 011    |
| 18.   | 08       | Slowakei      | Kamil Mikulčík & Nela Pocisková      | Leť tmou M: Rastislav Dubovský; T: Anna Žigová, Petronela Kolevská                                                                                         | Slowakisch          | Durch die Dunkelheit fliegen                   | 008    |
| 19.   | 03       | Lettland      | Intars Busulis                       | Probka Пробка M: Karlis Lacis; T: Janis Elsbergs, Sergej Timofejev                                                                                         | Russisch            | Stau                                           | 007    |

### Punktetafel zweites Halbfinale
| Abstimmungsergebnisse | Abstimmungsergebnisse | Abstimmungsergebnisse | Abstimmungsergebnisse | Abstimmungsergebnisse | Abstimmungsergebnisse | Abstimmungsergebnisse | Abstimmungsergebnisse | Abstimmungsergebnisse | Abstimmungsergebnisse | Abstimmungsergebnisse | Abstimmungsergebnisse | Abstimmungsergebnisse | Abstimmungsergebnisse | Abstimmungsergebnisse | Abstimmungsergebnisse | Abstimmungsergebnisse | Abstimmungsergebnisse | Abstimmungsergebnisse | Abstimmungsergebnisse | Abstimmungsergebnisse | Abstimmungsergebnisse | Abstimmungsergebnisse | Abstimmungsergebnisse | Abstimmungsergebnisse | Abstimmungsergebnisse | Abstimmungsergebnisse |
| Startnr.              | Land                  | Platz                 | Punkte                | AL                    | AZ                    | CY                    | DK                    | EE                    | ES                    | FR                    | GR                    | HR                    | HU                    | IE                    | LT                    | LV                    | MD                    | NL                    | NO                    | PL                    | RS                    | RU                    | SI                    | SK                    | UA                    | Votings               |
| --------------------- | --------------------- | --------------------- | --------------------- | --------------------- | --------------------- | --------------------- | --------------------- | --------------------- | --------------------- | --------------------- | --------------------- | --------------------- | --------------------- | --------------------- | --------------------- | --------------------- | --------------------- | --------------------- | --------------------- | --------------------- | --------------------- | --------------------- | --------------------- | --------------------- | --------------------- | --------------------- |
| 01                    | Kroatien              | 13.                   | 033                   | 1                     | –                     | 2                     | –                     | –                     | –                     | –                     | –                     |                       | 1                     | –                     | –                     | –                     | 3                     | –                     | –                     | –                     | 12                    | 3                     | 10                    | –                     | 1                     | 08                    |
| 02                    | Irland                | 11.                   | 052                   | 7                     | –                     | –                     | 10                    | 4                     | –                     | 1                     | –                     | 1                     | –                     |                       | 7                     | 5                     | 2                     | 3                     | 4                     | 3                     | 3                     | –                     | 2                     | –                     | –                     | 13                    |
| 03                    | Lettland              | 19.                   | 007                   | –                     | –                     | –                     | –                     | 1                     | –                     | –                     | –                     | –                     | –                     | –                     | 6                     |                       | –                     | –                     | –                     | –                     | –                     | –                     | –                     | –                     | –                     | 02                    |
| 04                    | Serbien               | 10.                   | 060                   | –                     | –                     | 4                     | –                     | –                     | 5                     | 12                    | 5                     | 12                    | 2                     | –                     | –                     | –                     | –                     | 6                     | 2                     | –                     |                       | –                     | 12                    | –                     | –                     | 09                    |
| 05                    | Polen                 | 12.                   | 043                   | 6                     | 1                     | –                     | 3                     | –                     | –                     | 4                     | 1                     | –                     | –                     | 10                    | 3                     | –                     | 1                     | 2                     | 3                     |                       | –                     | –                     | –                     | 3                     | 6                     | 12                    |
| 06                    | Norwegen              | 01.                   | 201                   | 8                     | 12                    | 8                     | 12                    | 12                    | 12                    | 3                     | 8                     | 8                     | 10                    | 8                     | 12                    | 10                    | 10                    | 12                    |                       | 10                    | 8                     | 10                    | 8                     | 10                    | 10                    | 21                    |
| 07                    | Zypern                | 14.                   | 032                   | –                     | –                     |                       | 7                     | 6                     | –                     | –                     | 12                    | –                     | –                     | 2                     | 1                     | 1                     | –                     | –                     | –                     | –                     | 2                     | –                     | –                     | 1                     | –                     | 08                    |
| 08                    | Slowakei              | 18.                   | 008                   | 4                     | –                     | –                     | –                     | –                     | –                     | –                     | –                     | –                     | –                     | 1                     | –                     | –                     | –                     | –                     | –                     | –                     | –                     | 1                     | –                     |                       | 2                     | 04                    |
| 09                    | Dänemark              | 08.                   | 069                   | 5                     | 2                     | 3                     |                       | 8                     | 4                     | –                     | 2                     | 2                     | 3                     | 7                     | 5                     | 3                     | –                     | 7                     | 12                    | 1                     | –                     | –                     | 5                     | –                     | –                     | 15                    |
| 10                    | Slowenien             | 16.                   | 014                   | 2                     | –                     | –                     | –                     | –                     | –                     | –                     | –                     | 7                     | –                     | –                     | –                     | –                     | –                     | –                     | –                     | –                     | 5                     | –                     |                       | –                     | –                     | 03                    |
| 11                    | Ungarn                | 15.                   | 016                   | 3                     | 8                     | –                     | –                     | –                     | 3                     | –                     | –                     | –                     |                       | –                     | –                     | –                     | –                     | –                     | –                     | –                     | –                     | –                     | –                     | 2                     | –                     | 04                    |
| 12                    | Aserbaidschan         | 02.                   | 180                   | –                     |                       | 10                    | 8                     | 10                    | 7                     | 10                    | 7                     | 6                     | 12                    | 6                     | 10                    | 8                     | 12                    | 8                     | 6                     | 12                    | 6                     | 12                    | 6                     | 12                    | 12                    | 20                    |
| 13                    | Griechenland          | 04.                   | 110                   | 12                    | 4                     | 12                    | 2                     | 5                     | 6                     | 6                     |                       | 3                     | 6                     | –                     | 4                     | 4                     | 6                     | 10                    | 1                     | 2                     | 10                    | 4                     | 4                     | 5                     | 4                     | 20                    |
| 14                    | Litauen               | 09.                   | 066                   | –                     | 6                     | 1                     | 5                     | 7                     | 1                     | 2                     | –                     | –                     | –                     | 12                    |                       | 7                     | 4                     | –                     | 7                     | 4                     | –                     | 5                     | –                     | –                     | 5                     | 13                    |
| 15                    | Moldau                | 05.                   | 106                   | –                     | 7                     | 7                     | –                     | 2                     | 8                     | 7                     | 6                     | 5                     | 5                     | 5                     | –                     | 2                     |                       | 4                     | 10                    | 5                     | 7                     | 8                     | 3                     | 7                     | 8                     | 18                    |
| 16                    | Albanien              | 07.                   | 073                   |                       | 5                     | –                     | 6                     | –                     | –                     | 5                     | 10                    | 10                    | 4                     | –                     | –                     | –                     | 5                     | 1                     | 5                     | 6                     | –                     | 2                     | 7                     | 4                     | 3                     | 14                    |
| 17                    | Ukraine               | 06.                   | 080                   | –                     | 10                    | 6                     | –                     | 3                     | 10                    | –                     | 3                     | –                     | 8                     | 3                     | 2                     | 6                     | 8                     | –                     | –                     | 7                     | 1                     | 7                     | –                     | 6                     |                       | 14                    |
| 18                    | Estland               | 03.                   | 115                   | –                     | 3                     | 5                     | 4                     |                       | 2                     | 8                     | 4                     | 4                     | 7                     | 4                     | 8                     | 12                    | 7                     | 5                     | 8                     | 8                     | 4                     | 6                     | 1                     | 8                     | 7                     | 20                    |
| 19                    | Niederlande           | 17.                   | 011                   | 10                    | –                     | –                     | 1                     | –                     | –                     | –                     | –                     | –                     | –                     | –                     | –                     | –                     | –                     |                       | –                     |                       | –                     | –                     | –                     | –                     | –                     | 02                    |

- Die wenigsten Gesamt-Votings:  Lettland,  Niederlande – 2
- Die wenigsten Gesamt-Punkte:  Lettland – 7
- Die meisten Gesamt-Votings:  Norwegen – 21
- Die meisten Gesamt-Punkte:  Norwegen – 201

### Statistik der Zwölf-Punkte-Vergabe (Zweites Semifinale)
| Anzahl | Land          | erhalten von                                                    |
| ------ | ------------- | --------------------------------------------------------------- |
| 6      | Norwegen      | Aserbaidschan, Dänemark, Estland, Spanien, Litauen, Niederlande |
| 6      | Aserbaidschan | Ungarn, Moldawien, Polen, Russland, Slowakei, Ukraine           |
| 3      | Serbien       | Frankreich, Kroatien, Slowenien                                 |
| 2      | Griechenland  | Albanien, Zypern                                                |
| 1      | Dänemark      | Norwegen                                                        |
| 1      | Estland       | Lettland                                                        |
| 1      | Kroatien      | Serbien                                                         |
| 1      | Litauen       | Irland                                                          |
| 1      | Zypern        | Griechenland                                                    |

## Finale
Das Finale fand am 16. Mai 2009 statt.
 Litauen und  Moldau nahmen nach zwei Jahren,  Malta nach drei Jahren und  Estland nach sechs Jahren wieder am Finale teil. In den beschriebenen Zeiträumen schieden die genannten Länder jeweils bereits im Halbfinale aus.
Die Großen Vier und das Gastgeberland waren für das Finale automatisch qualifiziert. Die Startnummern wurden jeweils im Anschluss an die beiden Halbfinale auf zwei Pressekonferenzen ausgelost.
Bei Punktgleichheit entschied die höhere Einzelwertung.
| Platz | Startnr. | Land                    | Interpret                                | Lied Musik (M) und Text (T) | Sprache                       | Übersetzung (Inoffiziell)                     | Punkte | Bild                                            |
| ----- | -------- | ----------------------- | ---------------------------------------- | --- | ----------------------------- | --------------------------------------------- | ------ | ----------------------------------------------- |
| 01.   | 20       | Norwegen                | Alexander Rybak                          | Fairytale M/T: Alexander Rybak | Englisch                      | Märchen                                       | 387    | Alexander Rybak                                 |
| 02.   | 07       | Island                  | Yohanna                                  | Is It True? M/T: Óskar Páll Sveinsson, Chris Neil, Tinatin Japaridze                                                                                       | Englisch                      | Ist es wahr?                                  | 218    | Yohanna                                         |
| 03.   | 11       | Aserbaidschan           | AySel & Arash Aysel & Arəş               | Always M: Arash Labaf, Robert Uhlmann, Johan Bejerholm, Marcus Englof, Alex Papaconstantinou; T: Arash Labaf, Robert Uhlmann, Elin Wrethov, Anderz Wrethov | Englisch                      | Für immer                                     | 207    | AySel & Arash                                   |
| 04.   | 18       | Türkei                  | Hadise                                   | Düm tek tek M: Sinan Akçıl; T: Sinan Akçıl, Hadise Açıkgöz, Stefaan Fernande                                                                               | Englisch                      | –                                             | 177    | Hadise                                          |
| 05.   | 23       | Vereinigtes Königreich  | Jade Ewen                                | It’s My Time M/T: Andrew Lloyd Webber, Diane Warren | Englisch                      | Es ist meine Zeit                             | 173    | Jade Ewen                                       |
| 06.   | 15       | Estland                 | Urban Symphony                           | Rändajad M/T: Sven Lõhmus | Estnisch                      | Reisende                                      | 129    | Urban Symphony                                  |
| 07.   | 08       | Griechenland            | Sakis Rouvas Σάκης Ρουβάς                | This Is Our Night M: Dimitris Kontopoulos; T: Graig Porteils, Cameron Giles-Webb                                                                           | Englisch                      | Das ist unsere Nacht                          | 120    | Sakis Rouvas                                    |
| 08.   | 03       | Frankreich              | Patricia Kaas                            | Et s’il fallait le faire M: Fred Blondin; T: Anse Lazio | Französisch                   | Und wenn es getan werden musste               | 107    | Patricia Kaas                                   |
| 09.   | 12       | Bosnien und Herzegowina | Regina                                   | Bistra voda M/T: Aleksandar Čović | Bosnisch                      | Klares Wasser                                 | 106    |                                                 |
| 10.   | 09       | Armenien                | Inga & Anusch Ինգա և Անուշ               | Jan Jan Ջան ջան M: Mane Hakobyan; T: Vardan Zadoyan, Avet Barseghyan                                                                                       | Englisch, Armenisch           | Mein Liebster                                 | 092    | Inga & Anusch                                   |
| 11.   | 10       | Russland                | Anastasija Prychodko Анастасия Приходько | Mamo Мамо M: Konstantin Meladzé; T: Konstantin Meladzé, Diana Golde                                                                                        | Russisch, Ukrainisch          | Mama                                          | 091    | Anastasija Prychodko                            |
| 12.   | 21       | Ukraine                 | Switlana Loboda Світлана Лобода          | Be My Valentine! (Anti-Crisis Girl) M: Switlana Loboda; T: Yevgeny Matyushenko                                                                             | Englisch                      | Sei mein Valentin (Anti-Krisen-Mädchen)       | 076    | Switlana Loboda                                 |
| 13.   | 16       | Dänemark                | Brinck                                   | Believe Again M/T: Lars Halvor Jensen, Martin Michael Larsson, Ronan Keating                                                                               | Englisch                      | Wieder glauben                                | 074    | Brinck                                          |
| 14.   | 13       | Moldau                  | Nelly Ciobanu                            | Hora din Moldova M: Veaceslav Daniliuc; T: Nelly Ciobanu                                                                                                   | Rumänisch, Englisch           | Tanz aus Moldau                               | 069    | Nelly Ciobanu                                   |
| 15.   | 06       | Portugal                | Flor-de-Lis                              | Todas as ruas do amor M: Pedro Marques, Paulo Pereira; T: Pedro Marques                                                                                    | Portugiesisch                 | All die Straßen der Liebe                     | 057    | Daniela Varela, Sängerin der Gruppe Flor-de-Lis |
| 16.   | 02       | Israel                  | Noa & Mira Awad אחינועם ניני ומירה עוואד | There Must Be Another Way (Einach) (There Must Be Another Way (עינייך)) M/T: Noa, Mira Awad, Gil Dor                                                       | Hebräisch, Englisch, Arabisch | Es muss einen anderen Weg geben (Deine Augen) | 053    | Noa                                             |
| 17.   | 19       | Albanien                | Kejsi Tola                               | Carry Me in Your Dreams M: Edmond Zhulali; T: Agim Doçi | Englisch                      | Trage mich in deinen Träumen                  | 048    | Kejsi Tola                                      |
| 18.   | 05       | Kroatien                | Igor Cukrov feat. Andrea                 | Lijepa tena M: Tonči Huljić; T: Vjekoslava Huljić | Kroatisch                     | Schöne Tena                                   | 045    | Igor Cukrov                                     |
| 19.   | 22       | Rumänien                | Elena                                    | The Balkan Girls M: Laurenţiu Duţă, Ovidiu Bistriceanu, Daris Mangal; T: Laurenţiu Duţă, Alexandru Pelin                                                   | Englisch                      | Die Balkan-Mädchen                            | 040    | Elena                                           |
| 20.   | 17       | Deutschland             | Alex Swings Oscar Sings!                 | Miss Kiss Kiss Bang M/T: Alex Christensen, Steffen Haefeliger                                                                                              | Englisch                      | –                                             | 035    | Alex Swings Oscar Sings!                        |
| 21.   | 04       | Schweden                | Malena Ernman                            | La voix M: Fredrik Kempe; T: Fredrik Kempe, Malena Ernman                                                                                                  | Englisch, Französisch         | Die Stimme                                    | 033    | Malena Ernman                                   |
| 22.   | 14       | Malta                   | Chiara                                   | What if We M: Marc Paelinck; T: Gregory Bilsen | Englisch                      | Was, wenn wir                                 | 031    | Chiara Siracusa                                 |
| 23.   | 01       | Litauen                 | Sasha Son                                | Love M/T: Sasha Son | Englisch, Russisch            | Liebe                                         | 023    | Sasha Son (Mitte)                               |
| 24.   | 25       | Spanien                 | Soraya                                   | La noche es para mí (The Night Is for Me) M: Jason Gill, Dimitri Stassos, Irini Michas; T: Felipe Pedroso                                                  | Spanisch, Englisch            | Die Nacht ist für mich                        | 023    |                                                 |
| 25.   | 24       | Finnland                | Waldo’s People                           | Lose Control M: A. Lehtonen, Karima; T: Waldo, A. Lehtonen, Karima, A. Kratz Gutå                                                                          | Englisch                      | Die Kontrolle verlieren                       | 022    | Waldo’s People                                  |

### Punktevergabe Finale

Karte der Punktevergabe für den Siegertitel aus Norwegen nach Ländern

| Land | Abstimmungsergebnisse | Abstimmungsergebnisse | Abstimmungsergebnisse | Abstimmungsergebnisse | Abstimmungsergebnisse | Abstimmungsergebnisse | Abstimmungsergebnisse | Abstimmungsergebnisse | Abstimmungsergebnisse | Abstimmungsergebnisse | Abstimmungsergebnisse | Abstimmungsergebnisse | Abstimmungsergebnisse | Abstimmungsergebnisse | Abstimmungsergebnisse | Abstimmungsergebnisse | Abstimmungsergebnisse | Abstimmungsergebnisse | Abstimmungsergebnisse | Abstimmungsergebnisse | Abstimmungsergebnisse | Abstimmungsergebnisse | Abstimmungsergebnisse | Abstimmungsergebnisse | Abstimmungsergebnisse | Abstimmungsergebnisse | Abstimmungsergebnisse | Abstimmungsergebnisse | Abstimmungsergebnisse | Abstimmungsergebnisse | Abstimmungsergebnisse | Abstimmungsergebnisse | Abstimmungsergebnisse | Abstimmungsergebnisse | Abstimmungsergebnisse | Abstimmungsergebnisse | Abstimmungsergebnisse | Abstimmungsergebnisse | Abstimmungsergebnisse | Abstimmungsergebnisse | Abstimmungsergebnisse | Abstimmungsergebnisse | Abstimmungsergebnisse | Abstimmungsergebnisse |
| Land | Punkte                | ES                    | BE                    | BY                    | MT                    | DE                    | CZ                    | SE                    | IS                    | FR                    | IL                    | RU                    | LV                    | ME                    | AD                    | FI                    | CH                    | BG                    | LT                    | UK                    | MK                    | SK                    | GR                    | BA                    | UA                    | TR                    | AL                    | RS                    | CY                    | PL                    | NL                    | EE                    | HR                    | PT                    | RO                    | IE                    | DK                    | MD                    | SI                    | AM                    | HU a                  | AZ                    | NO b                  | Votings               |
| --- | --------------------- | --------------------- | --------------------- | --------------------- | --------------------- | --------------------- | --------------------- | --------------------- | --------------------- | --------------------- | --------------------- | --------------------- | --------------------- | --------------------- | --------------------- | --------------------- | --------------------- | --------------------- | --------------------- | --------------------- | --------------------- | --------------------- | --------------------- | --------------------- | --------------------- | --------------------- | --------------------- | --------------------- | --------------------- | --------------------- | --------------------- | --------------------- | --------------------- | --------------------- | --------------------- | --------------------- | --------------------- | --------------------- | --------------------- | --------------------- | --------------------- | --------------------- | --------------------- | --------------------- |
| Litauen | 023                   | –                     | –                     | –                     | –                     | –                     | –                     | –                     | –                     | –                     | –                     | –                     | 7                     | –                     | –                     | –                     | –                     | 1                     |                       | 4                     | –                     | –                     | –                     | –                     | –                     | –                     | –                     | –                     | –                     | –                     | –                     | 2                     | –                     | –                     | –                     | 7                     | 1                     | –                     | –                     | –                     | –                     | 1                     | –                     | 07                    |
| Israel | 053                   | –                     | 8                     | –                     | –                     | –                     | 4                     | –                     | –                     | 10                    |                       | –                     | –                     | 4                     | 7                     | –                     | 1                     | –                     | –                     | –                     | –                     | 5                     | –                     | 8                     | 1                     | –                     | –                     | –                     | –                     | –                     | –                     | 5                     | –                     | –                     | –                     | –                     | –                     | –                     | –                     | –                     | –                     | –                     | –                     | 10                    |
| Frankreich | 107                   | 3                     | 1                     | 7                     | –                     | 3                     | –                     | –                     | 6                     |                       | 5                     | 10                    | 5                     | 1                     | 3                     | 4                     | 7                     | –                     | 6                     | 1                     | –                     | –                     | 6                     | 6                     | 3                     | –                     | 2                     | 3                     | –                     | –                     | 6                     | –                     | –                     | –                     | –                     | 3                     | 2                     | –                     | 7                     | 6                     | –                     | –                     | 1                     | 25                    |
| Schweden | 033                   | –                     | –                     | –                     | 4                     | –                     | –                     |                       | 3                     | 2                     | –                     | –                     | –                     | –                     | 2                     | 7                     | –                     | –                     | –                     | –                     | –                     | –                     | –                     | –                     | –                     | –                     | 1                     | –                     | –                     | –                     | –                     | 6                     | –                     | –                     | –                     | –                     | 4                     | –                     | –                     | –                     | –                     | –                     | 4                     | 09                    |
| Kroatien | 045                   | –                     | –                     | –                     | –                     | –                     | –                     | –                     | 1                     | –                     | –                     | –                     | –                     | 8                     | –                     | –                     | –                     | –                     | –                     | –                     | 4                     | –                     | 2                     | 12                    | –                     | –                     | –                     | 5                     | –                     | –                     | –                     | –                     |                       | –                     | –                     | –                     |                       | 2                     | 6                     | –                     | –                     | 5                     | –                     | 09                    |
| Portugal | 057                   | 8                     | 6                     | –                     | –                     | –                     | 7                     | –                     | 7                     | 7                     | –                     | –                     | –                     | –                     | 6                     | –                     | 10                    | –                     | –                     | –                     | –                     | 2                     | –                     | 1                     | –                     | –                     | –                     | –                     | –                     | –                     | –                     | 3                     | –                     |                       | –                     | –                     | –                     | –                     | –                     | –                     | –                     | –                     | –                     | 10                    |
| Island | 218                   | –                     | –                     | 2                     | 12                    | 7                     | 2                     | 10                    |                       | –                     | 10                    | 3                     | 8                     | 5                     | 8                     | 10                    | 5                     | 5                     | 8                     | 8                     | 2                     | 6                     | 4                     | –                     | –                     | 2                     | 6                     | –                     | 5                     | 1                     | 7                     | 8                     | 2                     | 8                     | 10                    | 12                    | 10                    | 3                     | 5                     | 5                     | 7                     | –                     | 12                    | 34                    |
| Griechenland | 120                   | 1                     | 5                     | 5                     | 7                     | 6                     | –                     | 2                     | –                     | –                     | –                     | 4                     | –                     | 2                     | –                     | –                     | 2                     | 12                    | –                     | 5                     | –                     | –                     |                       | 5                     | –                     | –                     | 12                    | 6                     | 12                    | –                     | 1                     | –                     | 7                     | –                     | 8                     | –                     | –                     | –                     | 4                     | 10                    | 4                     | –                     | –                     | 21                    |
| Armenien | 092                   | 4                     | 7                     | 1                     | –                     | –                     | 12                    | 3                     | 5                     | 6                     | 8                     | 5                     | –                     | –                     | –                     | 1                     | –                     | 6                     | –                     | –                     | 1                     | 3                     | –                     | –                     | 2                     | 6                     | –                     | –                     | 4                     | 2                     | 5                     | –                     | –                     | 4                     | 7                     | –                     | –                     | –                     | –                     |                       | –                     | –                     | –                     | 20                    |
| Russland | 091                   | –                     | –                     | 8                     | –                     | 5                     | 8                     | –                     | –                     | –                     | 7                     |                       | 6                     | –                     | –                     | –                     | –                     | –                     | 7                     | –                     | –                     | –                     | –                     | –                     | 8                     | 4                     | –                     | –                     | 1                     | 3                     | –                     | 10                    | –                     | –                     | –                     | –                     | –                     | 6                     | –                     | 12                    | –                     | 6                     | –                     | 14                    |
| Aserbaidschan | 207                   | –                     | 3                     | 10                    | 1                     | –                     | 10                    | 8                     | –                     | 1                     | 6                     | 7                     | 4                     | 6                     | –                     | 2                     | –                     | 8                     | 5                     | 3                     | 3                     | 4                     | 8                     | 3                     | 10                    | 12                    | 4                     | 4                     | 8                     | 6                     | 10                    | 7                     | 10                    | –                     | 4                     | –                     | 8                     | 10                    | 1                     | 1                     | 10                    |                       | 10                    | 34                    |
| Bosnien und Herzegowina | 106                   | –                     | –                     | –                     | –                     | 2                     | –                     | 5                     | 2                     | –                     | –                     | –                     | –                     | 12                    | –                     | 6                     | 4                     | 4                     | –                     | –                     | 10                    | 8                     | –                     |                       | –                     | 8                     | 5                     | 12                    | –                     | –                     | 4                     | –                     | 12                    | –                     | –                     | –                     | –                     | –                     | 10                    | –                     | –                     | 2                     | –                     | 16                    |
| Moldau | 069                   | 5                     | 4                     | –                     | –                     | –                     | –                     | –                     | –                     | –                     | 1                     | 1                     | –                     | –                     | –                     | –                     | –                     | –                     | –                     | –                     | –                     | –                     | –                     | –                     | 7                     | 7                     | –                     | –                     | –                     | 5                     | –                     | –                     | 3                     | 12                    | 12                    | –                     | –                     |                       | –                     | 2                     | –                     | 7                     | 3                     | 13                    |
| Malta | 031                   | –                     | –                     | –                     |                       | 4                     | –                     | –                     | –                     | –                     | –                     | –                     | 1                     | –                     | 1                     | 3                     | –                     | –                     | 1                     | 6                     | –                     | –                     | –                     | –                     | –                     | –                     | –                     | 7                     | –                     | –                     | –                     | –                     | –                     | –                     | 3                     | 5                     | –                     | –                     | –                     | –                     | –                     | –                     | –                     | 09                    |
| Estland | 129                   | –                     | –                     | 4                     | –                     | 1                     | –                     | 7                     | 10                    | –                     | –                     | 8                     | 10                    | –                     | –                     | 12                    | –                     | –                     | 10                    | –                     | –                     | 12                    | 5                     | –                     | 4                     | –                     | –                     | –                     | 3                     | 8                     | –                     |                       | 6                     | –                     | 1                     | 6                     | 5                     | 7                     | –                     | –                     | 6                     | 4                     | –                     | 20                    |
| Dänemark | 074                   | –                     | –                     | –                     | 6                     | –                     | –                     | –                     | 4                     | 5                     | –                     | –                     | 3                     | –                     | 5                     | –                     | –                     | –                     | 2                     | –                     | –                     | –                     | –                     | –                     | 5                     | –                     | –                     | 1                     | 6                     | 7                     | –                     | –                     | –                     | –                     | 2                     | 4                     |                       | 5                     | 8                     | –                     | 3                     | –                     | 8                     | 16                    |
| Deutschland | 035                   | –                     | 2                     | –                     | –                     |                       | –                     | –                     | –                     | 3                     | –                     | –                     | –                     | –                     | –                     | –                     | –                     | –                     | –                     | 7                     | –                     | –                     | –                     | 2                     | –                     | 1                     | 3                     | –                     | –                     | –                     | 2                     | –                     | –                     | 1                     | –                     | 1                     | 7                     | –                     | –                     | –                     | –                     | –                     | 6                     | 11                    |
| Türkei | 177                   | 2                     | 12                    | –                     | 5                     | 10                    | 1                     | 6                     | –                     | 12                    | 3                     | –                     | –                     | 3                     | –                     | 5                     | 12                    | 10                    | –                     | 12                    | 12                    | –                     | 3                     | 7                     | –                     |                       | 10                    | –                     | –                     | –                     | 8                     | –                     | 1                     | 3                     | 6                     | –                     | 6                     | –                     | –                     | 4                     | 5                     | 12                    | 7                     | 26                    |
| Albanien | 048                   | –                     | –                     | –                     | –                     | –                     | –                     | 1                     | –                     | –                     | –                     | –                     | –                     | 7                     | –                     | –                     | 6                     | –                     | –                     | –                     | 7                     | –                     | 7                     | –                     | –                     | 10                    |                       | –                     | –                     | –                     | –                     | 1                     | 5                     | –                     | –                     | –                     | –                     | –                     | 2                     | –                     | 2                     | –                     | –                     | 10                    |
| Norwegen | 387                   | 12                    | 10                    | 12                    | 8                     | 12                    | 3                     | 12                    | 12                    | 8                     | 12                    | 12                    | 12                    | 10                    | 10                    | 8                     | 8                     | 2                     | 12                    | 10                    | 8                     | 10                    | 10                    | 10                    | 12                    | 3                     | 7                     | 10                    | 10                    | 12                    | 12                    | 12                    | 8                     | 5                     | 5                     | 8                     | 12                    | 8                     | 12                    | 8                     | 12                    | 8                     |                       | 41                    |
| Ukraine | 076                   | 6                     | –                     | 6                     | 2                     | –                     | 5                     | –                     | –                     | –                     | 2                     | 2                     | –                     | –                     | –                     | –                     | –                     | –                     | 4                     | 2                     | –                     | 1                     | –                     | –                     |                       | –                     | –                     | –                     | –                     | 10                    | –                     | –                     | –                     | 6                     | –                     | –                     | –                     | 4                     | –                     | 3                     | 8                     | 10                    | 5                     | 16                    |
| Rumänien | 040                   | 7                     | –                     | –                     | –                     | –                     | –                     | –                     | –                     | –                     | –                     | –                     | –                     | –                     | –                     | –                     | –                     | –                     | –                     | –                     | 5                     | –                     | –                     | –                     | –                     | 5                     | –                     | 2                     | 2                     | –                     | –                     | –                     | –                     | 2                     |                       | 2                     | –                     | 12                    | –                     | –                     | –                     | 3                     | –                     | 09                    |
| Vereinigtes Königreich | 173                   | 10                    | –                     | 3                     | 10                    | 8                     | 6                     | –                     | –                     | 4                     | 4                     | 6                     | 2                     | –                     | 4                     | –                     | –                     | 7                     | 3                     |                       | 6                     | 7                     | 12                    | 4                     | 6                     | –                     | 8                     | 8                     | 7                     | 4                     | 3                     | –                     | 4                     | 10                    | –                     | 10                    | 3                     | 1                     | 3                     | 7                     | 1                     | –                     | 2                     | 31                    |
| Finnland | 022                   | –                     | –                     | –                     | 3                     | –                     | –                     | 4                     | 8                     | –                     | –                     | –                     | –                     | –                     | –                     |                       | –                     | 3                     | –                     | –                     | –                     | –                     | –                     | –                     | –                     | –                     | –                     | –                     | –                     | –                     | –                     | 4                     | –                     | –                     | –                     | –                     | –                     | –                     | –                     | –                     | –                     | –                     | –                     | 05                    |
| Spanien | 023                   |                       | –                     | –                     | –                     | –                     | –                     | –                     | –                     | –                     | –                     | –                     | –                     | –                     | 12                    | –                     | 3                     | –                     | –                     | –                     | –                     | –                     | 1                     | –                     | –                     | –                     | –                     | –                     | –                     | –                     | –                     | –                     | –                     | 7                     | –                     | –                     | –                     | –                     | –                     | –                     | –                     | –                     | –                     | 04                    |
| Die Tabelle ist senkrecht nach der Auftrittsreihenfolge im Finale geordnet, waagerecht nach der chronologischen Punkteverlesung. |                       |                       |                       |                       |                       |                       |                       |                       |                       |                       |                       |                       |                       |                       |                       |                       |                       |                       |                       |                       |                       |                       |                       |                       |                       |                       |                       |                       |                       |                       |                       |                       |                       |                       |                       |                       |                       |                       |                       |                       |                       |                       |                       |                       |

In der Tabelle sind die niedrigsten (Hintergrund rot) und höchsten (Hintergrund grün) Gesamtwerte gekennzeichnet.
- Die wenigsten Jury-Punkte:  Spanien – 9
- Die wenigsten Televoting-Punkte:  Israel – 15
- Die wenigsten Gesamt-Votings:  Spanien – 4
- Die wenigsten Gesamt-Punkte:  Finnland – 22
- Die meisten Jury-Punkte:  Norwegen – 312
- Die meisten Televoting-Punkte:  Norwegen – 378
- Die meisten Gesamt-Votings:  Norwegen – 41
- Die meisten Gesamt-Punkte:  Norwegen – 387

### Statistik der Zwölf-Punkte-Vergabe (Finale)
| Anzahl | Land                    | erhalten von |
| ------ | ----------------------- | --- |
| 16     | Norwegen                | Belarus, Dänemark, Deutschland, Estland, Island, Israel, Lettland, Litauen, Niederlande, Polen, Russland, Slowenien, Spanien, Schweden, Ukraine, Ungarn |
| 06     | Türkei                  | Aserbaidschan, Belgien, Frankreich, Mazedonien, Schweiz, Vereinigtes Königreich                                                                         |
| 03     | Bosnien und Herzegowina | Kroatien, Montenegro, Serbien |
| 03     | Griechenland            | Albanien, Bulgarien, Zypern |
| 03     | Island                  | Irland, Malta, Norwegen |
| 02     | Estland                 | Finnland, Slowakei |
| 02     | Moldau                  | Portugal, Rumänien |
| 01     | Armenien                | Tschechische Republik |
| 01     | Aserbaidschan           | Türkei |
| 01     | Kroatien                | Bosnien und Herzegowina |
| 01     | Rumänien                | Moldau |
| 01     | Russland                | Armenien |
| 01     | Spanien                 | Andorra |
| 01     | Vereinigtes Königreich  | Griechenland |

### Split-Ergebnisse zwischen Jury- und Televoting
Folgende Resultate hätte es bei reiner Jury- oder Zuschauerabstimmung gegeben:
| Finale | Finale                  | Finale | Finale                  | Finale |
| Platz  | Televoting              | Punkte | Jury                    | Punkte |
| ------ | ----------------------- | ------ | ----------------------- | ------ |
| 01.    | Norwegen                | 378    | Norwegen                | 312    |
| 02.    | Aserbaidschan           | 253    | Island                  | 260    |
| 03.    | Türkei                  | 203    | Vereinigtes Königreich  | 223    |
| 04.    | Island                  | 173    | Frankreich              | 164    |
| 05.    | Griechenland            | 151    | Estland                 | 124    |
| 06.    | Estland                 | 129    | Dänemark                | 120    |
| 07.    | Bosnien und Herzegowina | 124    | Türkei                  | 114    |
| 08.    | Russland                | 118    | Aserbaidschan           | 112    |
| 09.    | Armenien                | 111    | Israel                  | 107    |
| 10.    | Vereinigtes Königreich  | 105    | Moldau                  | 093    |
| 11.    | Albanien                | 081    | Griechenland            | 093    |
| 12.    | Ukraine                 | 070    | Bosnien und Herzegowina | 090    |
| 13.    | Moldau                  | 066    | Malta                   | 087    |
| 14.    | Rumänien                | 064    | Deutschland             | 073    |
| 15.    | Schweden                | 059    | Armenien                | 071    |
| 16.    | Kroatien                | 055    | Ukraine                 | 068    |
| 17.    | Frankreich              | 054    | Russland                | 067    |
| 18.    | Portugal                | 045    | Portugal                | 064    |
| 19.    | Dänemark                | 040    | Kroatien                | 058    |
| 20.    | Litauen                 | 038    | Litauen                 | 031    |
| 21.    | Spanien                 | 038    | Rumänien                | 031    |
| 22.    | Finnland                | 030    | Schweden                | 027    |
| 23.    | Deutschland             | 018    | Albanien                | 026    |
| 24.    | Malta                   | 018    | Finnland                | 012    |
| 25.    | Israel                  | 015    | Spanien                 | 009    |

### Punktesprecher
Die Punktesprecher geben die Ergebnisse der Juryabstimmung ihrer Länder bekannt. Folgende Reihenfolge wurde durch die EBU festgelegt.
| Nr. | Land                    | Punktesprecher               | Anmerkungen                                                                            |
| --- | ----------------------- | ---------------------------- | -------------------------------------------------------------------------------------- |
| 01  | Spanien                 | Iñaki del Moral              | –                                                                                      |
| 02  | Belgien                 | Maureen Louys                | Punktesprecherin 2007                                                                  |
| 03  | Belarus                 | Ekaterina Litvinova          | –                                                                                      |
| 04  | Malta                   | Pauline Agius                | –                                                                                      |
| 05  | Deutschland             | Thomas Anders                | Punktesprecher 2004, Teilnehmer am deutschen Vorentscheid 2006                         |
| 06  | Tschechien              | Petra Šubrtová               | Punktesprecherin 2008                                                                  |
| 07  | Schweden                | Sarah Dawn Finer             | –                                                                                      |
| 08  | Island                  | Þóra Tómasdóttir             | –                                                                                      |
| 09  | Frankreich              | Yann Renoard                 | –                                                                                      |
| 10  | Israel                  | Ofer Nachshon                | –                                                                                      |
| 11  | Russland                | Ingeborga Dapkūnaitė         | –                                                                                      |
| 12  | Lettland                | Roberto Meloni               | Teilnehmer 2007 (als Teil von Bonaparti.lv) und 2008 (als Teil von Pirates of the Sea) |
| 13  | Montenegro              | Jovana Vukčević              | –                                                                                      |
| 14  | Andorra                 | Brigits García               | –                                                                                      |
| 15  | Finnland                | Jari Sillanpää               | Teilnehmer 2004, Punktesprecher 2005                                                   |
| 16  | Schweiz                 | Cécile Bähler                | Punktesprecherin 2005 und 2008                                                         |
| 17  | Bulgarien               | Yoanna Dragneva              | Teilnehmerin 2008                                                                      |
| 18  | Litauen                 | Ignas Krupavičius            | –                                                                                      |
| 19  | Vereinigtes Königreich  | Duncan James                 | Teilnehmer 2011 als Teil von Blue                                                      |
| 20  | Mazedonien              | Frosina Josifovska           | –                                                                                      |
| 21  | Slowakei                | Ľubomír Bajaník              | –                                                                                      |
| 22  | Griechenland            | Alexis Kostalas              | Punktesprecher 1998 und seit 2001                                                      |
| 23  | Bosnien und Herzegowina | Elvir Laković Laka           | Teilnehmer 2008                                                                        |
| 24  | Ukraine                 | Marysya Horobets             | Punktesprecherin 2008                                                                  |
| 25  | Türkei                  | Meltem Ersan Yazgan          | Punktesprecherin seit 2001                                                             |
| 26  | Albanien                | Leon Menkshi                 | Punktesprecher 2006 bis 2008                                                           |
| 27  | Serbien                 | Jovana Janković              | Moderatorin 2008, Punktesprecherin 2006                                                |
| 28  | Zypern                  | Sophia Paraskeva             | –                                                                                      |
| 29  | Polen                   | Radosław Brzózka             | Punktesprecher 2008                                                                    |
| 30  | Niederlande             | Yolanthe Cabau van Kasbergen | –                                                                                      |
| 31  | Estland                 | Laura Põldvere               | Teilnehmerin 2005 und 2017, Punktesprecherin 2007                                      |
| 32  | Kroatien                | Mila Horvat                  | Punktesprecherin 2006                                                                  |
| 33  | Portugal                | Helena Coelho                | –                                                                                      |
| 34  | Rumänien                | Alina Sorescu                | Punktesprecherin 2008                                                                  |
| 35  | Irland                  | Derek Mooney                 | Punktesprecher 2000                                                                    |
| 36  | Dänemark                | Felix Smith                  | –                                                                                      |
| 37  | Moldau                  | Sandu Leancă                 | –                                                                                      |
| 38  | Slowenien               | Peter Poles                  | Punktesprecher 2003 und 2004, 2006 bis 2008                                            |
| 39  | Armenien                | Sirusho                      | Teilnehmerin 2008, Punktesprecherin 2007                                               |
| 40  | Ungarn                  | Éva Novodomszky              | Punktesprecherin 2007 und 2008                                                         |
| 41  | Aserbaidschan           | Husniyya Maharramova         | –                                                                                      |
| 42  | Norwegen                | Stian Barsnes-Simonsen       | Punktesprecher 2008                                                                    |

### Marcel-Bezençon-Preis
Der Künstler-Preis wurde zum letzten Mal von ehemaligen Siegern gewählt. Die Preisträger des Marcel-Bezençon-Preises waren:
- Presse-Preis für den besten Song –  Norwegen – Fairytale – Alexander Rybak
- Künstler-Preis für den besten Interpreten –  Frankreich – Patricia Kaas – Et s’il fallait le fair
- Komponisten-Preis für die beste Komposition/Text –  Bosnien und Herzegowina – Aleksandar Čović (m & t) – Bistra voda – Regina

## Hintergründe

### Rückkehr der Slowakei
Die Slowakei nahm zum ersten Mal seit 1998 wieder teil. Bereits im vorigen Jahr hatte die Slowakei Interesse an einer Teilnahme gezeigt, wie auch in den Jahren seit 1998. Man konnte jedoch wegen finanzieller Schwierigkeiten nicht teilnehmen; 2008 zum Beispiel musste STV hohe Auslagen für die Übertragung der Olympischen Spiele zahlen.

### Boykottplanungen im Vorfeld
Aufgrund des russischen Vorgehens während des Kaukasuskrieg 2008 gab es in vielen Ländern – vor allem in Osteuropa – Überlegungen, den Wettbewerb deswegen zu boykottieren. Zu diesen Ländern gehörten:
- Georgien, das bereits bestätigt hatte, dass es nicht teilnehmen würde, sich aber im Dezember, nach dem Sieg beim Junior Eurovision Song Contest, für eine Teilnahme entschied und
- die baltischen Staaten Estland, Lettland und Litauen.

Von der estnischen Kulturministerin, Laine Jänes, kam die Anregung, den Contest zusammen mit Lettland und Litauen zu boykottieren. Litauen hielt sich den Boykott als Option offen, falls der Konflikt im Kaukasus weiter andauern sollte. In Lettland waren aber sowohl das Staatsfernsehen Latvijas Televīzija als auch der bedeutende Komponist und frühere lettische Kulturminister Raimonds Pauls gegen einen Rückzug. Schließlich bestätigte LTV seine Teilnahme am Wettbewerb in Moskau.
Auch das estnische Fernsehen ETV bestätigte seine Teilnahme am Contest, nachdem sich in einer Umfrage 66 % der Esten für eine Teilnahme ausgesprochen haben. Am 31. Oktober zog schließlich auch das litauische Fernsehen, LRT, nach.

### Teilnahme Lettlands
Nach der Teilnahmebestätigung des lettischen Fernsehens plante man den Vorentscheid Eirodziesma 2009 (dt. „Eurolied“). Bis zum 30. November konnten Beiträge eingereicht werden, und am 9. Dezember wurden die 21 Teilnehmer veröffentlicht.
Aufgrund starker Haushaltskürzungen seitens der lettischen Regierung am Staatssender LTV in Höhe von drei Millionen Euro zog Lettland seine Zusage kurzfristig zurück. Am 12. Januar meldete es sich wieder an. Auch ein nationales Finale wurde initiiert, da genug Sponsoren investierten.

### Teilnahme Georgiens
Georgien meldete den Titel We Don’t Wanna Put In der Band „Stephane & 3G“ zum Wettbewerb an. Aufgrund des provokativen Textes gegen Russlands Ministerpräsidenten Putin wurde Georgien aufgefordert, diesen zu ändern. Weil Georgien dazu nicht bereit war, zog es stattdessen seinen Beitrag zurück und war nicht stimmberechtigt (anders als Serbien-Montenegro 2006).

### Auflösung von Slavic Pride
Am 16. Mai um 10:50 Uhr wurde der „Slavic Pride 2009“, eine friedliche Demonstration für die Achtung der Rechte Homosexueller, Bisexueller und Transsexueller (LGBT), die die Öffentlichkeit des Eurovision Song Contest nutzen wollten, um auf ihre Unterdrückung aufmerksam zu machen, gewaltsam beendet und 40 Teilnehmer festgenommen, darunter die Menschenrechtsaktivisten Nikolai Alexejew und Peter Tatchell. Weitere Personen, die anwesenden Journalisten Interviews geben wollten, wurden ebenfalls festgenommen. Zusätzlich wurden an anderen Orten, wo die Demonstration ursprünglich stattfinden sollte, Gegendemonstranten festgenommen, um dort die öffentliche Ordnung aufrechtzuerhalten. Laut Interfax wurden insgesamt 71 Menschen festgenommen. Die Nachrichtenagentur Associated Press berichtete, dass auch Journalisten, die von den Vorfällen berichten wollten, mit Verhaftungen bedroht wurden und mit Gewalt vertrieben wurden.
Das niederländische Fernsehen erwog, wegen dieser Verletzungen von Grundrechten wie Meinungs-, Rede- und Pressefreiheit, aus der Übertragung des Eurovision Song Contest auszusteigen.
Politiker wie der grüne Bundestagsabgeordnete Volker Beck und Künstler wie Guildo Horn verurteilten das Vorgehen des russischen Staates.

## Nationale Vorentscheidungen
- Albanien: Bis zum 18. Oktober konnten interessierte albanische Künstler ihre Titelvorschläge für das Festivali i Këngës einreichen, am 19. und 20. Dezember wurden in zwei Halbfinalen die Kandidaten für die Endrunde am 21. Dezember bestimmt. Ausgewählt wurde Kejsi Tola.
- Andorra: Andorra suchte seinen Interpreten in einer Finalrunde mit drei Beiträgen aus. Die Komponisten mussten die andorranische Staatsbürgerschaft besitzen oder einen Wohnsitz in Andorra vorweisen. Erwünscht waren vorrangig Songs in Katalanischer Sprache.[10]
- Armenien: Das armenische Fernsehen führte einen öffentlichen Vorentscheid durch.[11]
- Aserbaidschan: In Aserbaidschan wurden interne Castings abgehalten, um geeignete Teilnehmer für den Eurovision Song Contest zu finden.[12]
- Belarus: Die belarussische Vorentscheidung trug erneut den Titel Eurofest. 15 Teilnehmer wurden von einer Jury intern ausgewählt, die dann in einem Semifinale gegeneinander antraten. Zwei dieser Interpreten qualifizierten sich durch Juryentscheid für das Finale. Wäre der Favorit des Televotings ein anderer gewesen, wäre dieser als dritter Teilnehmer ins Finale eingezogen. Der Sieger wurde anschließend erneut durch eine Jury ermittelt.[13]
- Belgien: In Belgien vollzog der wallonische Fernsehsender eine interne Wahl. Das System wurde von RTBF auch 2007 angewendet.
- Bulgarien: Siehe: Be A Star
- Bosnien und Herzegowina: Bosnien vollzog in diesem Jahr eine interne Wahl. Der Sieger wurde in der Show BH Eursong 2009 vorgestellt.
- Dänemark: Siehe: Dansk Melodi Grand Prix 2009
- Deutschland: Erstmals seit Verliebt in Dich von Stone & Stone aus 1995 gab es in Deutschland wieder eine interne Wahl und damit keinen im Fernsehen übertragenen Vorentscheid. Dies gab der NDR am 16. Dezember bekannt. Teilnahmebedingung war unter anderem, dass die Autoren/Komponisten bereits in den offiziellen Charts vertreten waren, außerdem wurde die Mitgliedschaft in der GEMA oder einer vergleichbaren Gesellschaft vorausgesetzt. Die Interpreten mussten „in Gesang und Bühnenpräsentation unter Live-Bedingungen sicher und erfahren“ sein.[14] Der Beitrag wurde intern von einer fünfköpfigen Jury der ARD ausgewählt, der unter anderem Guildo Horn, der Deutschland 1998 beim ESC vertreten hatte, Sylvia Kollek, in der Vergangenheit Jurorin bei Deutschland sucht den Superstar, und Radio- und Fernsehmoderator Peter Urban, der in den vergangenen Jahren den Eurovision Song Contest für das deutsche Fernsehen kommentiert hatte, angehörten. Das Ergebnis wurde am Montag, den 9. Februar, verkündet.[15]
- Estland: Der estnische Vorentscheid Eesti Laul 2009 fand am 9. März 2009 statt. In dem Vorentscheid konkurrierten zehn Beiträge um das Ticket nach Moskau, die am 11. Dezember bekannt gegeben wurden. Neu war, dass sich Künstler einfach bewerben konnten und nicht von ETV ausgewählt wurden.
- Finnland: Der finnische Vorentscheid Euroviisut 2009 bestand aus drei Halbfinalen zu je vier Künstlern, einer Second-Chance-Runde und einem Finale. Die Halbfinale wurden am 9., 16. und am 23. Januar abgehalten. Die Second Chance und das Finale fanden beide am 31. Januar 2009 statt. Aus den Semifinals qualifizierten sich je zwei Songs direkt fürs Finale, die anderen zwei für die Second Chance, aus der sich auch zwei qualifizierten.
- Frankreich: In Frankreich gab es wie in den Jahren zuvor vom Sender France Télévisions eine interne Wahl. Eine Bedingung war dieses Jahr, im Gegensatz zum letzten Song Contest, dass das Lied in Französischer Sprache gesungen werden musste.
- Griechenland: ERT hat Sakis Rouvas auserwählt, Griechenland zu vertreten. Sein Song This Is Our Night wurde in einer Vorentscheidung gewählt, die von den Maggira Sisters moderiert wurde.
- Irland: In Irland gab es am 22. Februar ein Finale.
- Island: In Island gab es wie in den Jahren zuvor den Vorentscheid Söngvakeppni Sjónvarpsins. Er wurde vom Januar bis Februar 2009 ausgetragen. Es gab zwei Halbfinalrunden und eine Finalrunde.
- Kroatien: Der kroatische Vorentscheid Dora bestand aus einem Halbfinale mit 14 Liedern am 27. Februar und einem Finale mit 16 Liedern (10 Halbfinallieder und 6 Jurylieder) am 28. Februar. Austragungsort war Opatija.
- Lettland: Der lettische Teilnehmer wurde durch den Vorentscheid Eirodziesma 2009 ausgesucht. Es gab ein Halbfinale am 27. Februar mit 20 Teilnehmer, bei dem 10 Lieder durch ein Televoting ins Finale am 28. Februar kamen. Dort wurde durch eine Kombination von Jury und Televoting die drei Teilnehmer fürs Superfinale ausgesucht. Dieses Superfinale wurde ausschließlich durch die Zuschauer entschieden.
- Litauen: Der litauische Vorentscheid Lietuvos danų daina bestand aus mehreren Halbfinalrunden und einem Finale.
- Malta: Wegen der mageren Resultate der letzten Jahre (2006 letzter Platz, 2007 und 2008 keine Qualifikation für das Finale) hat man die Verantwortung dem Maltasongboard entzogen und einem vierköpfigen Komitee übertragen. Dieses hat einen teilweise neuen Vorentscheid konzipiert: Zwischen dem 8. November und dem 19. Januar wurden die 80 zuvor ausgewählten Songs vorgestellt. Von diesen 80 Titeln wurden von einer Jury 15 Titel ausgewählt, die ins Finale kamen. Fünf weitere Titel bestimmten die Televoter. Im Finale bestimmte eine Jury drei dieser 20 Titel für das Superfinale. Dort wurde per Televoting der maltesische Kandidat für Moskau bestimmt.
- Mazedonien: Mazedonien ermittelte seinen Vertreter durch den Vorentscheid Skopje Fest. Es fanden zwei Halbfinale am 19. und am 20. Februar statt. Die ersten acht Songs jedes Halbfinales kamen ins Finale. Entschieden wurde per Jury und Televoting.
- Moldau: Moldau veranstaltete am 14. Februar ein nationales Finale mit 20 Songs. Der Sieger wurde durch eine Kombination von einer Jury des Senders, einer Jury aus moldawischen Musik-Experten und einem Televoting.
- Montenegro: Montenegro wählte ein neues System für den Teilnehmer 2009 aus. Sie hatten eine interne Wahl. Am 23. Januar gab der Sender RTCG bekannt, dass Andrea Demirović mit dem Lied Just Get out of My Life für Montenegro antritt.
- Niederlande: In den Niederlanden gab es eine interne Auswahl. Zwischenzeitlich hatten niederländische Fans eine Plattform, die Eurovisie Platform gegründet, die den Zweck hatte, NOS zu helfen, den geeigneten Kandidaten zu finden. NOS wählte aber keinen Teilnehmer aus dieser „Platform“ aus, sondern entschied sich für De Toppers. Am 1. Februar 2009 fand die Songauswahl statt.
- Norwegen: In Norwegen gab es erneut den Vorentscheid Melodi Grand Prix. Dort gab es drei Halbfinal-, eine Second-Chance- und eine Finalrunde. Eine Besonderheit war, dass 50 % aller Songwriter Norweger sein mussten.
- Polen: Polen wählte seinen Teilnehmer durch den Vorentscheid Piosenka dla Europy aus.
- Portugal: Siehe: Festival da Canção 2009
- Rumänien: In Rumänien wurde der Vertreter für den Eurovision Song Contest durch die Selecţia Naţională ermittelt. 12 Kandidaten aus zwei Halbfinalen traten im Finale am 31. Januar 2009 gegeneinander an. Zur Vorentscheidung waren nur rumänische Komponisten zugelassen.[16]
- Russland: Der russische Sender Channel One wählte intern die 15 Teilnehmer für das Finale am 7. März. Dort wählte das Publikum die drei Teilnehmer fürs Superfinale, was von einer elfköpfigen Jury gewählt wurde.
- Schweden: Schweden hat, wie in den Jahren zuvor, den Teilnehmer im Melodifestivalen ausgesucht. Es gab vier Halbfinalrunden, eine Zweite-Chance-Runde und das Finale, die in verschiedenen Städten des ganzen Landes durchgeführt wurden. Als Neuerung gegenüber früheren Jahren gab es 2009 erstmals schon in den Halbfinalrunden ein K.o.-System, bei dem je zwei Lieder gegeneinander antraten. Der jeweilige Sieger einer Paarung zog direkt ins Finale ein, der Unterlegene landete in der Zweite-Chance-Runde.[17]
- Schweiz: In der Schweiz stellte der Schweizer Sender SF 1 im Oktober den intern ausgewählten Interpreten vor. Titelvorschläge kamen unter anderem von Emel, Gimma und der Popstars-Kandidatin Arjeta Zuta.
- Serbien: Serbien zog wie 2007 und 2008 den Sieger des serbischen Musikfestivals Beovizija als Teilnehmer heran. Gesungen wurde auf Serbisch.
- Slowakei: Die Slowakei suchte ihren Repräsentanten durch ein Finale am 8. März aus.
- Slowenien: Der slowenische Vorentscheid EMA fand im Februar 2009 statt. 14 Teilnehmer traten im Halbfinale gegeneinander an, acht von ihnen qualifizierten sich für die Endrunde. Im Finale kamen sechs Beiträge von Komponisten hinzu, die vom slowenischen Fernsehen direkt für das Finale gesetzt wurden. Der Sieger wurde durch einen Mix aus Tele- und Juryvoting ermittelt.[18]
- Spanien: Der spanische Vorentscheid hatte den Namen Eurovision 2009: El retorno („die Rückkehr“). Interpreten konnten ihre Lieder auf der MySpace-Seite des spanischen Senders TVE veröffentlichen. Lieder konnten 10 Kategorien zugeordnet werden: Pop-Rock, Balladen, Metal, Electronic, Latin, Hip-Hop, Indie, Flamenco, R&B und Andere. Aus jeder Kategorie wurden fünf Lieder von einer Jury ausgewählt und nahmen an einem der drei Halbfinale teil. Die besten fünf Lieder aus jedem Halbfinale kamen ins Finale. Entschieden wurde per Televoting und Jury.
- Tschechien: Die öffentlich-rechtliche Rundfunkanstalt Česká televize wählte in einer internen Wahl Gipsy.cz zum diesjährigen Repräsentanten Tschechiens. Die Zuschauer konnten in einer Abstimmung per SMS im Zeitraum vom 1. bis zum 14. März entscheiden, mit welchem Lied Gipsy.cz antreten soll. Zur Wahl standen die beiden Titel Do You Wanna und Aven Romale.[19]
- Türkei: Der türkische Sender TRT vollzog in diesem Jahr eine interne Wahl und wählte Hadise als Repräsentantin aus.
- Ukraine: Eine Jury und das Telefonpublikum entschieden sich im Februar 2009 aus 15 Finalisten für Switlana Loboda.
- Ungarn: Ungarn vollzog in diesem Jahr eine interne Wahl. Erst der dritte ausgewählte Song fuhr nach Moskau.
- Vereinigtes Königreich: Beim britischen Vorentscheid Your Country Needs You nahmen sechs Kandidaten teil, die von Andrew Lloyd Webber und weiteren Musikexperten ausgewählt wurden. Der Sieger wurde durch Televoting ermittelt und sang einen Song aus der Feder von Andrew Lloyd Webber beim Eurovision Song Contest. Moderiert wurde der Vorentscheid von Eurovision-Dance-Contest-Moderator Graham Norton.[20] Der Siegertitel wurde auf Englisch gesungen.
- Zypern: In Zypern gab es am 31. Januar ein Finale mit zehn Songs. Entschieden wurde per Televoting. Insgesamt wurden 70 Beiträge beim zypriotischen Fernsehen eingereicht.[21]

## Sonstiges
- Mit 387 Punkten und einer Differenz von 169 Punkten zum Zweitplatzierten ist der norwegische Beitrag der erfolgreichste der bisherigen Geschichte des Eurovision Song Contest. Darüber hinaus ist Fairytale seit 2004 der erste Song beziehungsweise seit 1997 der erste Siegertitel, der aus allen abstimmungsberechtigten Ländern Punkte erhielt.
- In den Semifinalen wurden die Briefumschläge mit den Namen der für das Finale qualifizierten Länder erstmals virtuell gezogen und nicht mehr, wie in den Jahren zuvor, mittels richtiger Briefumschläge.
- Svante Stockselius sagte, dass es für weitere Regeländerungen noch zu früh sei und deshalb auch die BIG-4-Regel weiterhin bestehen bleibe.[22]
- Die ARD musste auf Peter Urban als Kommentator verzichten. Stattdessen kommentierte hr3-Hörfunkmoderator Tim Frühling sowohl die Halbfinale als auch das Finale.[23]
- Terry Wogan kommentierte für die BBC seit diesem Jahr nach 38 Jahren nicht mehr das Finale. Graham Norton übernahm den Posten.
- Thomas Anders löste Thomas Hermanns als Verkünder der Punktewertungen aus Deutschland ab.[24]
- Der ORF übertrug am Finaltag erst ab 23 Uhr live die Punktevergabe und zeigte danach ab 0.20 Uhr die Beiträge der teilnehmenden Länder. Begründet wurde dieses Verhalten mit dem gleichzeitigen Stattfinden der „Life-Ball“-Eröffnung, die man dem ESC vorzog. Auch beide Halbfinale wurden nicht live, sondern zeitversetzt nach 0 Uhr am jeweiligen Tag übertragen.[25]
- Das zweite Halbfinale, in dem Spanien stimmberechtigt war, wurde vom spanischen Fernsehsender TVE nicht übertragen, was gegen die Regeln der EBU verstößt. Statt des Televotings wurde die Wertung der Back-up-Jury durchgegeben.[26] Die Stimmberechtigung im zweiten Halbfinale erhielt Spanien aber erst kurz vor dem Wettbewerb. Ursprünglich war man in das erste Halbfinale eingeteilt worden, was TVE als ungünstig empfand, da Andorra und Portugal in diesem teilnahmen und man im eigenen Interesse die Nachbarschaftsabstimmung unter diesen Ländern eindämmen wollte.
- In Aserbaidschan wurden während des armenischen ESC-Beitrags Störsignale über den Sender geschickt, die Telefonnummern für den armenischen Beitrag waren gesperrt, so dass man aus Aserbaidschan nicht für diesen abstimmen konnte. Außerdem wurden während der Punkteverkündung Teile des Bildschirms verdunkelt, so dass die Punktevergabe für Armenien nicht verfolgt werden konnte. Das Ausblenden anderer Teilnehmer beim ESC ist laut Regelwerk den teilnehmenden Staaten verboten.[27]
- Die armenische Punkteansagerin Siruscho, die im Vorjahr mit dem Beitrag Qele Qele am Song Contest teilgenommen hatte, hielt beim Vorlesen der Punkte ein Klemmbrett in die Kamera, auf dessen Rückseite das Monument Tatik Papik zu sehen war;[27] auch im Hintergrund war eine Abbildung davon zu sehen. Dieses steinerne Monument in Stepanakert gilt als Symbol der De-facto-Unabhängigkeit der Republik Bergkarabach.[28]
- Mit Kosten von etwa 42 Millionen Euro war die Veranstaltung der bisher teuerste Eurovision Song Contest.[29][30]
- Die für das Vereinigte Königreich gestartete Jade Ewen wurde nach dem Contest zum neuen Bandmitglied der Sugababes.
- Zum ersten Mal seit 2000 gewann mit Norwegen ein Land, das bereits beim Wettbewerb gewonnen hatte (1985 und 1995).

## Fernsehübertragungen in teilnehmenden deutschsprachigen Ländern
Das erste Halbfinale, in dem Deutschland stimmberechtigt und die Schweiz antreten musste, wurde in Deutschland auf dem Sender Phoenix und in der Schweiz auf dem Sender SF zwei live um 21.00 Uhr übertragen. Das zweite Halbfinale wurde von keinem Sender in der Schweiz gezeigt und in Deutschland wie letztes Jahr nur zeitversetzt um 23.00 Uhr auf NDR und um 0.05 Uhr auf hr Fernsehen. Das Finale wurde in Deutschland auf Das Erste live um 21.00 Uhr übertragen und in der Schweiz auf SF zwei um ebenfalls 21.00 Uhr übertragen.